# Port-au-Prince
Port-au-Prince [pɔroˈprɛ̃s] (Haitianisch-Kreolisch Pòtoprens, frz. für „Hafen des Fürsten“) ist die Hauptstadt und zugleich die größte Stadt Haitis. Sie liegt am Golf von Gonaïves. Die Großstadt hat etwa 1.275.000 Einwohner (2006). Im Ballungsraum leben etwa 2.637.000 Menschen (Stand 2018). Ein Großteil von ihnen lebt in ärmlichen Verhältnissen in Slums an den Hängen rund um die Stadt.
Port-au-Prince ist verwaltungsmäßig eine Gemeinde im gleichnamigen Arrondissement, das mit sieben weiteren Gemeinden den Ballungsraum der Hauptstadt darstellt.

## Geschichte
Die Gegend um Port-au-Prince war bereits lange vor der Ankunft der ersten Europäer von den Taíno besiedelt, die um ca. 2600 v. Chr. aus dem Gebiet des heutigen Venezuela in das Land kamen. Als Christoph Kolumbus das Land 1492 für die Spanier in Besitz nahm, wurden mehrere Siedlungen gegründet, die jedoch alle verlassen oder von den Franzosen (1535) bzw. den Engländern (1592) zerstört wurden. In den folgenden mehr als 50 Jahren ging die Einwohnerzahl der Region um die heutige Stadt rapide zurück, bis sie schließlich als Basis einiger Bukaniere und niederländischer Pelzhändler, später auch von französischen Piraten genutzt wurde. Diese gründeten auch die damals wichtigste Stadt der Region: Hôpital. Der französische Einfluss auf das Gebiet wuchs damit, und die Spanier, die immer noch das Gebiet für sich beanspruchten, versuchten ihren Anspruch mit einem Angriff auf die französischen Siedlungen zu verdeutlichen. Da dieser allerdings fehlschlug, sahen sie sich durch den Frieden von Rijswijk gezwungen, ihre Ansprüche auf das Gebiet des heutigen Haiti (und damit auch des heutigen Port-au-Prince) gänzlich aufzugeben. Als immer noch sehr zahlreiche, im Grunde unabhängige Piraten in der Region ansässig waren, beschloss die französische Krone das Land endgültig zu einer Kolonie ihres Landes zu machen. Der Großteil der Piraten reagierte darauf mit der Abwanderung aus dem Gebiet, womit es immer mehr in den Blickwinkel englischer Eroberer geriet. Um einer englischen Eroberung entgegenzuwirken, gründeten die Franzosen schließlich 1749 die Stadt Port-au-Prince. 1770 ersetzte sie Cap-Haïtien als Hauptstadt der französischen Kolonie und wurde 1804 Hauptstadt des unabhängigen Staates Haiti.
1861 wurde Port-au-Prince Bischofssitz des ersten haitianischen Erzbistums. 1944 wurde die Université d’État d’Haïti gegründet. Im August 1950 erfolgte die erste Volkszählung. Port-au-Prince hatte damals 119.270 Einwohner, was 3,8 % der haitianischen Gesamtbevölkerung (3.111.973 Einwohner) entsprach.
Am 12. Januar 2010 ereignete sich um 16:53 Uhr Ortszeit ein schweres Erdbeben der Stärke 7,1 MW, das weite Teile der Stadt zerstörte. Haitis Premierminister Jean-Max Bellerive sprach laut europapress.es vom 12. Januar 2011 davon, dass sich die Zahl der Todesopfer auf etwa 316.000 beläuft. Das Hypozentrum lag 25 Kilometer südwestlich der Hauptstadt in rund 13 km Tiefe.
Nach der Ermordung von Präsident Jovenel Moïse im Juli 2021 nahm die Kriminalität in der Stadt weiter zu. Nach verschiedenen Schätzungen aus den Jahren 2021 und 2024 kontrollieren Banden 50 % bis 80 % der Stadt. Insgesamt gibt es laut der Internationalen Organisation für Migration in Port-au-Prince etwa 130.000 intern Vertriebene. Die Polizeipräsenz sei abgesehen von wenigen wohlhabenden Vierteln gering.
Am 13. Juni 2024 wurde das 275. Jubiläum der Stadtgründung begangen, während kriminelle Banden fast die ganze Stadt kontrollierten. Im Rahmen der Krise in Haiti seit 2018 verhängte die Regierung am 19. Juli 2024 für einen Monat den Ausnahmezustand (état d’urgence) über große Teile der Gemeinde.

## Klima
In Port-au-Prince herrscht überwiegend ein Savannenklima mit durchweg konstanten Jahrestemperaturen vor. Die Regenzeit dauert von März bis November, allerdings findet im Juni eine Unterbrechung statt. Während der Regenzeit liegen die Durchschnittstemperaturen über denen der Trockenzeit.

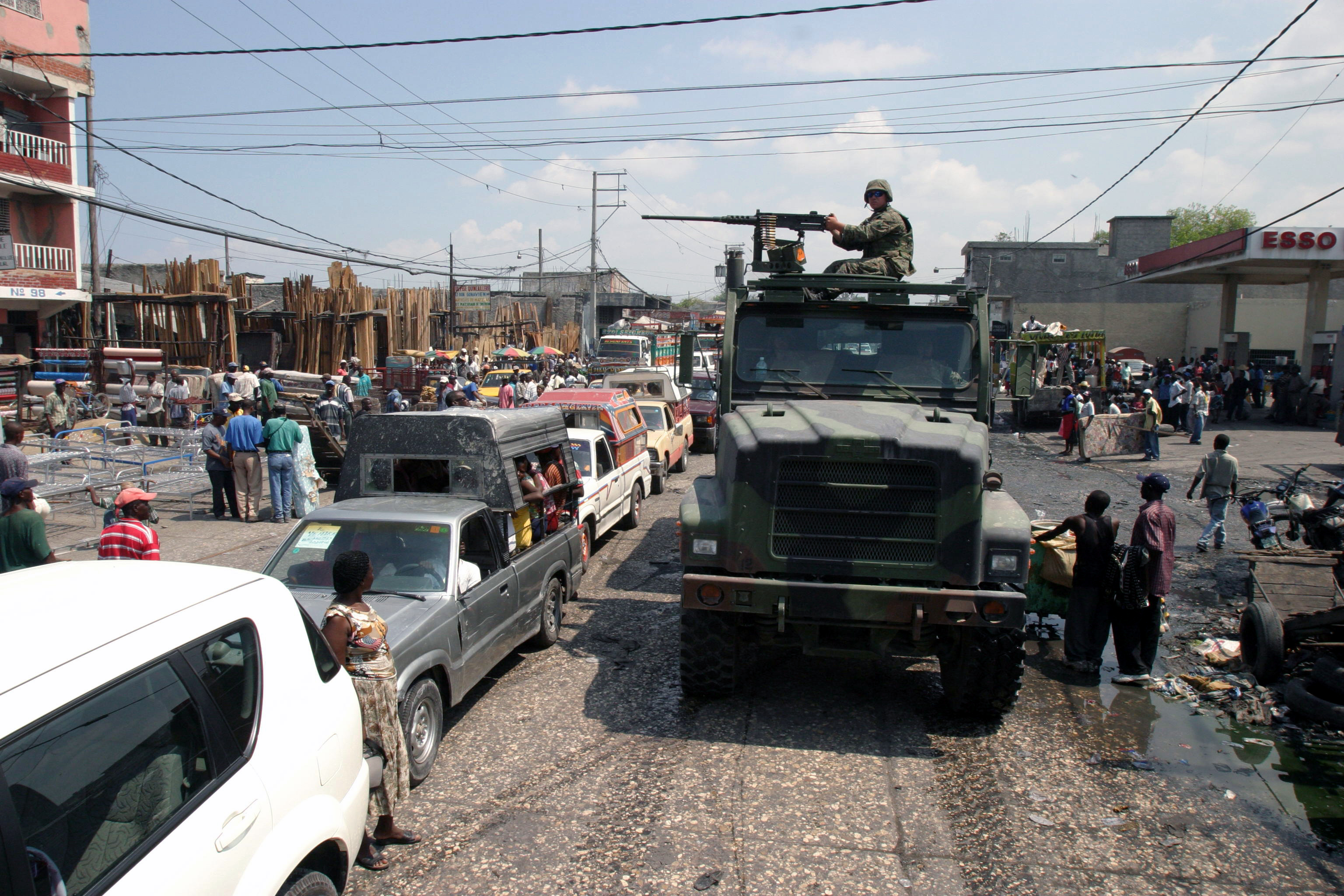
US-Soldaten mit einem Hilfskonvoi in Port-au-Prince, 5. April 2004

## Verwaltung und Einrichtungen
Seit Juli 2020 ist Lucsonne Janvier kommissarischer Bürgermeister von Port-au-Prince. Zuvor war Ralph Youri Chevry in diesem Amt. Er war Nachfolger von Jean-Yves Jason, der dieses Amt von 2007 bis 2012 innehatte. Gegen Chevry wurde im Jahr 2021 wegen Straftaten in der radikalen Opposition gegen Präsident Jovenel Moïse Haftbefehl erlassen und er floh in die Dominikanische Republik, wo er festgenommen wurde. Der Sitz des Staatsoberhauptes befindet sich am Champ de Mars, einem großen Platz in der Stadtmitte.
Infolge des historisch verwurzelten, bis in die französische Kolonialzeit zurückreichenden Zentralismus finden sich die wichtigsten kulturellen und alle wissenschaftlichen Einrichtungen des Landes, die Geschäftsstellen aller bedeutenden haitianischen Organisationen, die Büros der in Haiti tätigen ausländischen Hilfswerke usw. ausnahmslos in Port-au-Prince. Auch die Police Nationale d’Haïti und die Mission des Nations Unies pour la stabilisation en Haïti, eine von den Vereinten Nationen aufgestellte Friedensmission, haben dort ihre Hauptquartiere. In Port-au-Prince befindet sich auch das größte Gefängnis des Landes.

## Verkehr
In Haiti gibt es zwei Hauptverkehrsstraßen, die ein Ende des Landes mit dem anderen verbinden. Die Route Nationale 1 beginnt in Port-au-Prince und führt nach Cap-Haïtien an der Nordküste. Die Route Nationale 2 verbindet die Hauptstadt mit Les Cayes auf der Tiburon-Halbinsel. Die Route Nationale 3 verbindet Port-au-Prince ebenfalls mit Cap-Haitien, führt jedoch über Mirebalais und Hinche.
Der Port international de Port-au-Prince ist Heimathafen für mehr Schiffe als jeder andere Hafen im Land. Zu den Hafeneinrichtungen gehören Kräne und Lagerhäuser. Durch das Erdbeben am 12. Januar 2010 wurde der Hafen schwer beschädigt.
Der Aéroport international Toussaint Louverture wurde 1940 eröffnet und 1965 erweitert. Er liegt im Norden der Metropole im Stadtteil Tabarre. Er ist einer der drei Flughäfen Haitis mit internationalem Flugverkehr.

## Wirtschaft
Port-au-Prince ist eines der wichtigsten Wirtschafts- und Finanzzentren des Landes. Zu den wichtigsten Exportgütern der Stadt zählen Kaffee und Zucker, aber auch Seife, Textilien und Zement. Trotz politischer Unruhen spielen auch Wirtschaftszweige wie Tourismus oder die Bauwirtschaft eine Rolle, wenn auch weniger als vor den Unruhen. Die Arbeitslosigkeit in Port-au-Prince ist sehr hoch, da viele Leute in den Slums keinen festen Arbeitsplatz haben und sich z. B. mit Straßenläden das zum Überleben notwendige Geld verdienen.
In einer Rangliste der Städte nach ihrer Lebensqualität belegte Port-au-Prince im Jahre 2018 den 228. Platz unter 231 untersuchten Städten weltweit.

## Kultur
Bekannte Bauwerke der Stadt waren der Präsidentenpalast von Haiti (französisch Palais National) und die Kathedrale, welche beide durch das Erdbeben im Januar 2010 zerstört wurden. Auch das Hotel Oloffson zählt zu den kulturell wie auch architektonisch bedeutsamen Gebäuden der Stadt.
Der kulturelle Teil der Stadt konzentriert sich überwiegend auf das Zentrum. Weitere bedeutende kulturelle Einrichtungen sind das Musée d′Art Haïtien du Collège Saint-Pierre und die Bibliothèque Nationale d′Haïti (Nationalbibliothek), die 1940 gegründet und unter der Leitung von Max Bissainthe aufgebaut wurde. Das 1983 gegründete Musée du Panthéon national haïtien (MUPANAH) ist ein Museum, das sich mit den Helden der Unabhängigkeit Haitis sowie der haitianischen Geschichte und Kultur beschäftigt.

## Bildung
Trotz einer sechsjährigen Schulpflicht und einem von kleinen Berufsschulen bis zu Universitäten reichenden Schulsystem liegt die Analphabetenquote wie im ganzen Land bei ca. 50 %.
Zu den bedeutendsten Ausbildungseinrichtungen der Stadt zählen die Université d’État d’Haïti, die Union School, die Quisqueya Christian School, das Lycée Français für französischsprachige Schüler sowie die Anís Zunúzí Bahá'í School.

## Persönlichkeiten
Söhne und Töchter der Stadt:
- Marie-Célie Agnant (* 1953), Schriftstellerin
- Quesnel Alphonse (* 1949), katholischer Geistlicher, Bischof von Fort-Liberté
- Georges Anglade (1944–2010), Schriftsteller, Geograph und Politiker
- Arnold Antonin (* 1942), Filmemacher, Menschenrechtsaktivist und Soziologe
- Carlens Arcus (* 1996), Fußballspieler
- Vilfort Beauvoir (1892–1971), Politiker
- Louis Bornó (1865–1942), Präsident von Haiti
- Berdine Castillo (* 2000), chilenische Leichtathletin
- Silvio Cator (1900–1952), Leichtathlet und Olympiateilnehmer, Bürgermeister von Port-au-Prince
- Jude Célestin (* 1962), Politiker
- Samuel Dalembert (* 1981), haitianisch-kanadischer Basketballspieler
- Roger Dorsinville (1911–1992), Politiker, Diplomat und Schriftsteller französischer Sprache
- François Duvalier (1907–1971), Präsident und Diktator Haitis
- Jean-Claude Duvalier (1951–2014), Präsident und Diktator Haitis
- Benoit Etoc (* 1980), Skirennläufer
- Jacques Fabre (* 1955), katholischer Ordensgeistlicher, Bischof von Charleston
- Joseph Gaetjens (1924–1964?), US-amerikanisch-haitianischer Fußballspieler
- Lee Holdridge (* 1944), US-amerikanischer Komponist
- Jean-Jacques Honorat (1931–2023), Politiker
- Michaëlle Jean (* 1957), Generalgouverneurin von Kanada
- Wyclef Jean (* 1969), US-amerikanisch-haitianischer Rapper
- Occide Jeanty (1860–1936), Komponist
- Philippe Kieffer (1899–1962), französischer Offizier, Fregattenkapitän
- Dany Laferrière (* 1953), Schriftsteller
- Yanick Lahens (* 1953), Schriftstellerin
- Léon Laleau (1892–1979), Politiker, Diplomat, Dichter und Schriftsteller
- Ludovic Lamothe (1882–1953), Komponist und Pianist
- Jennyfer Limage (* 1997), Fußballspielerin
- Clément Magloire-Saint-Aude (1912–1971), Dichter
- Kettly Mars (* 1958), Schriftstellerin
- Ruthny Mathurin (* 2001), Fußballspielerin
- Luck Mervil (* 1967), haitianisch-kanadischer Schauspieler
- Fritz William Michel (* 1980), Politiker, Premierminister von Haiti 2019/20
- Raoul Peck (* 1953), Filmregisseur und Drehbuchautor
- Betina Petit-Frère (* 2003), Fußballspielerin
- Anthony Phelps (1928–2025), Schriftsteller
- Olden Polynice (* 1964), Basketballspieler
- René Préval (1943–2017), Ex-Präsident von Haiti
- Julio Racine (* 1945), Komponist und Flötist
- Jacques Roumain (1907–1944), Schriftsteller
- Emmanuel Sanon (1951–2008), Fußballnationalspieler
- Harry Schmidt (1883–1964), deutscher Kunsthistoriker
- Rudy Schneider (* 2000), deutscher Volleyball- und Beachvolleyballspieler
- Anton Sorenson (* 2003), haitianisch-US-amerikanischer Fußballspieler
- Hans Joachim Staude (1904–1973), deutscher Maler
- Ducange Sylvain (1963–2021), römisch-katholischer Ordensgeistlicher, Weihbischof in Port-au-Prince
- Hervé Télémaque (1937–2022), französisch-haitianischer Maler und Grafiker
- Pierre Toussaint (1766–1853), katholischer Würdenträger
- Evelyne Trouillot (* 1954), Schriftstellerin
- Lyonel Trouillot (* 1956), Schriftsteller
- Gary Victor (* 1958), Schriftsteller
- Marie Vieux-Chauvet (1916–1973), Schriftstellerin
- Leslie Voltaire (* 1949), Politiker
- Jannik Wanner (* 1999), deutscher Fußballspieler
- Charles Weymann (1889–1976), Flugpionier und Unternehmer

## Berühmte Erwähnungen in der Literatur
- Die Verlobung in St. Domingo (1811), Novelle von Heinrich von Kleist
- Die Stunde der Komödianten von Graham Greene (1966). Verfilmt mit Liz Taylor und Richard Burton.
- Malko – Todeszauber auf Haïti von Gérard de Villiers (1980, französischer Originaltitel: Requiem pour Tontons Macoutes)
- Voodoo von Nick Stone (2006)